# رساله‌ای در باب اخلاق و سرشت ملل
رساله‌ای در باب اخلاق و سرشت ملل اثری از ولتر است که اولین بار به‌طور کامل در سال ۱۷۵۶ (میلادی) منتشر شد.
این اثر برجستهٔ تاریخی که ۱۷۴ فصل دارد و چندین جلد از مجموعه آثار کامل ولتر (منتشره در ژنو، به سال ۱۷۵۶ میلادی توسط کرامر) را به خود اختصاص می‌دهد، نتیجهٔ پژوهش‌های پانزده سالهٔ او در بخش سیرِی شهر بروکسل، پاریس، لونه‌ویل، پروس، آلزاس و ژنو است. از سال ۱۷۶۹، کتاب در باب فلسفه تاریخ (۱۷۶۵) در بخش «گفتار مقدماتی» این رساله آورده شد. ولتر متن را تا زمان مرگش در سال ۱۷۷۸بارها بازبینی کرد.
ولتر در این اثر در باب تاریخ اروپا پیش از شارلمانی تا آغاز قرن لوئی چهاردهم بحث کرده و در عین حال از تاریخچهٔ مستعمراتِ فرانسه و ملل شرقی نیز سخن می‌گوید.
این رساله یکی از آثار محوری جنبش روشنگری فرانسه (Lumières) محسوب می‌شود.